# Nops siboney
Nops siboney (лат.) — вид мелких пауков рода Nops из семейства Caponiidae. Центральная Америка: Куба.

## Описание
Длина голотипа самца 7,6 мм (самка до 8,7 мм), карапакс — 3,2 мм, брюшко — 4,3 мм (у самки до 4,6 мм).
Вид Nops siboney был впервые описан в 2004 году кубинским арахнологом Александром Санчес-Руисом (Alexander Sánchez-Ruiz; Centro Oriental de Ecosistemas y Biodiversidad, Museo de Historia Natural «Tomás Romay», Сантьяго-де-Куба, Куба) вместе с таксоном Nops enae. Обнаружены под камнями в ксероморфных кустарниковых зарослях и среди мёртвых листьев Agave sp. Таксон Nops siboney включён в состав рода Nops MacLeay, 1839 и назван по имени места обнаружения (Reserva Ecológica «Siboney-Juticí»: 1 км западнее пляжа Siboney, 19º57’45"N — 75º43’12"W, Santiago de Cuba province).